# مايكل جوزيف كيز
مايكل جوزيف كيز (بالإنجليزية: Michael Joseph Keyes)‏ هو كاهن كاثوليكي أمريكي، ولد في 28 فبراير 1876 في Dingle ‏ في جمهورية أيرلندا، وتوفي في 31 يوليو 1959 في سافانا في الولايات المتحدة.